# Mount Brøgger
Mount Brøgger ist ein 1400 m hoher Berg in den Prince Albert Mountains im ostantarktischen Viktorialand. Er flankiert 6,5 km nördlich des Referring Peak die Nordseite des Cleveland-Gletschers.
Teilnehmer der britischen Terra-Nova-Expedition (1910–1913) kartierten den Berg und benannten ihn nach dem norwegischen Mineralogen und Geologen Waldemar Christofer Brøgger (1851–1940).